# Tasiocera divaricata
Tasiocera divaricata är en tvåvingeart som beskrevs av Alexander 1932. Tasiocera divaricata ingår i släktet Tasiocera och familjen småharkrankar. Inga underarter finns listade i Catalogue of Life.